# يوجين تان
يوجين تان (بالإنجليزية: Eugene Tan)‏ هو سياسي سنغافوري، ولد في 18 فبراير 1970 في سنغافورة. انتخب عضو مجلس الشعب السنغافوري عن دائرة Nominated Member of Parliament ‏ خلال فترته النيابية ‏.

## وصلات خارجية
- الموقع الرسمي